# Зайфарт, Юлиане
Юлиане Зайфарт (нем. Juliane Seyfarth; род. 19 февраля 1990 года, Айзенах, Тюрингия, Германия) — немецкая прыгунья с трамплина, участница зимних Олимпийских игр 2018 года, двукратная чемпионка мира 2019 года в командных соревнованиях.

## Спортивная карьера
В прыжки Юлиане пришла из горных лыж, которыми занималась с детства.
С сезона 2011/12 начала участвовать в Кубке мира по прыжкам с трамплина среди женщин. В своем первом сезоне она регулярно входила в тридцатку лучших.
15 февраля 2014 года выиграла Континентальный кубок в Лахти. Это была ее первая серьёзная победа в прыжках.
Участвовала в Чемпионате мира по лыжным видам спорта 2015 года в Фалуне. В индивидуальном соревновании она заняла 14-е место.
В Олимпийском сезоне несколько раз входила в первую десятку и тем самым завоевала место в сборной команде Германии на зимние Олимпийские игры 2018 года. В индивидуальном соревновании в итоге заняла десятое место.
Сезон 2018/2019 года в прыжках у женщин стартовал в норвежском Лиллехаммере, где немецкая спортсменка победила на этапе Кубка мира. Для неё это первая победа и первый подиум на Кубке мира.
На чемпионате мира 2025 года в Тронхейме в командном соревновании с нормального трамплина в составе Германии завоевала бронзовую медаль.

## Победа на этапах Кубка мира (1)
| Номер | Сезон                                       | Дата           | Место       | Трамплин    | Соревнование      |
| ----- | ------------------------------------------- | -------------- | ----------- | ----------- | ----------------- |
| 1     | Кубок мира по прыжкам с трамплина 2018/2019 | 30 Ноября 2018 | Лиллехаммер | HS98 (ночь) | личное первенство |